# أبو طالب ميرزا
سلطان أبو طالب ميرزا (بالفارسية: سلطان ابوطالب میرزا) (23 رمضان 982هـ - 1029هـ المُوافق فيه 16 كانون الثَّاني (يناير) 1575م - 1619م) هو شاهزاده صفوي تولَّى ولاية العهد في الدَّولة الصفويَّة للفترة من سنة 1586م إلى سنة 1587م بعد مقتل أخيه «حمزة ميرزا». وكان الابن الرابع للشَّاهنشاه «محمد خدا بنده».